# Міс Ґранд Інтернешнл

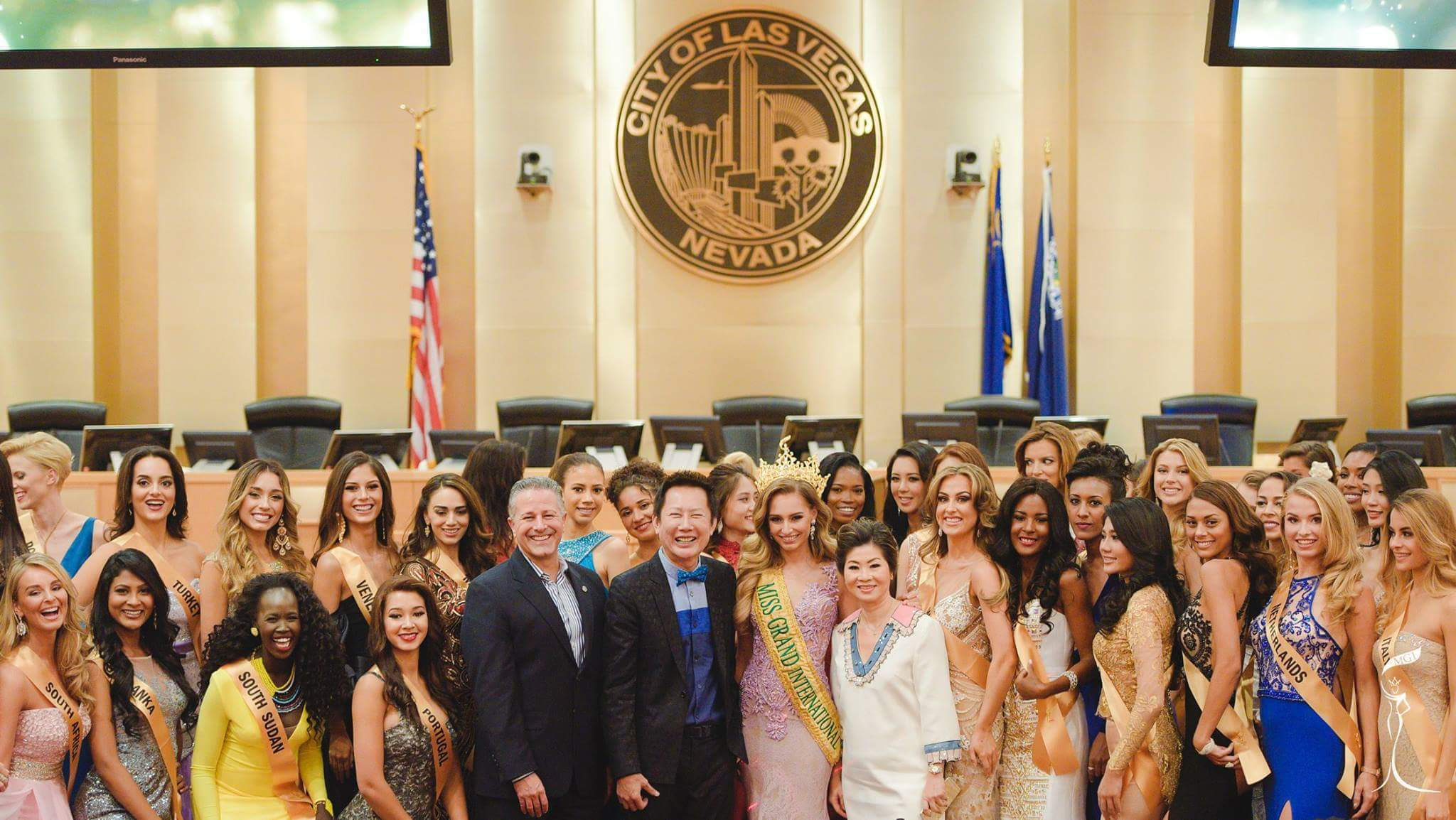
Прес-конференція Міс Ґранд Інтернешнл 2016 в Лас-Вегасі.

Міс Ґранд Інтернешнл (англ. Miss Grand International) щорічний міжнародний конкурс краси. Щороку в конкурсі беруть участь близько 70 учасниць з різних країн. Комітет «Міс Ґранд Інтернешнл» надає ліцензію місцевим організаціям, що дає право обирати учасницю конкурсу «Міс Ґранд Інтернешнл» від своєї країни. Учасницю від України обирає комітет «Королева України».
Конкурс «Міс Ґранд Інтернешнл» заснував у 2013 році, Нават Ітсараґрісіл, ведучий тайського телебачення. Наразі власниками та організаторами конкурсу є тайський компанія Miss Grand International Co., Ltd. Штаб-квартира конкурсу розташовується у м. Бангкок, Таїланд.
Поточною Міс Ґранд Інтернешнл є Валентина Фіґера. На конкурсі учасниця представляла Венесуелу, титул отримала 25 жовтня, в м. Каракас, Венесуела.

## Переможниці конкурсу
| Рік  | Міс Ґранд Інтернешнл | Країна                   | Місце проведення    | Дата       | Учасники |
| ---- | -------------------- | ------------------------ | ------------------- | ---------- | -------- |
| 2013 | Джейнлі Чапаро       | Пуерто-Рико              | Бангкок, Таїланд    | 19.11.2013 | 71       |
| 2014 | Ліс Ґарсія           | Куба                     | Бангкок, Таїланд    | 7.10.2014  | 85       |
| 2015 | Анея Ґарсія          | Домініканська Республіка | Бангкок, Таїланд    | 25.10.2015 | 77       |
| 2015 | Клер Елізабет Паркер | Австралія                | Бангкок, Таїланд    | 25.10.2015 | 77       |
| 2016 | Аріска Путрі Пертіві | Індонезія                | Лас-Вегас, США      | 25.10.2016 | 74       |
| 2017 | Марія Хосе Лора      | Перу                     | Фукуок, В'єтнам     | 25.10.2017 | 77       |
| 2018 | Клара Соса           | Парагвай                 | Янгон, М'янма       | 25.10.2018 | 75       |
| 2019 | Валентина Фіґера     | Венесуела                | Каракас, Венесуела  | 25.10.2019 | 60       |
| 2020 | Абена Аппія          | США                      | Бангкок, Таїланд    | 27.3.2021  | 63       |
| 2021 | Нгуєн Тук Туй Тьєн   | В'єтнам                  | Бангкок, Таїланд    | 4.12.2021  | 59       |
| 2022 | Ізабелла Менін       | Бразилія                 | Джакарта, Індонезія | 25.10.2022 | 68       |
| 2023 | Лучіана Фустер       | Перу                     | Хошимін, В'єтнам    | 25.10.2023 | 69       |
| 2024 | Рейчел Гупта         | Індія                    | Бангкок, Таїланд    | 25.10.2024 | 68       |

Галерея

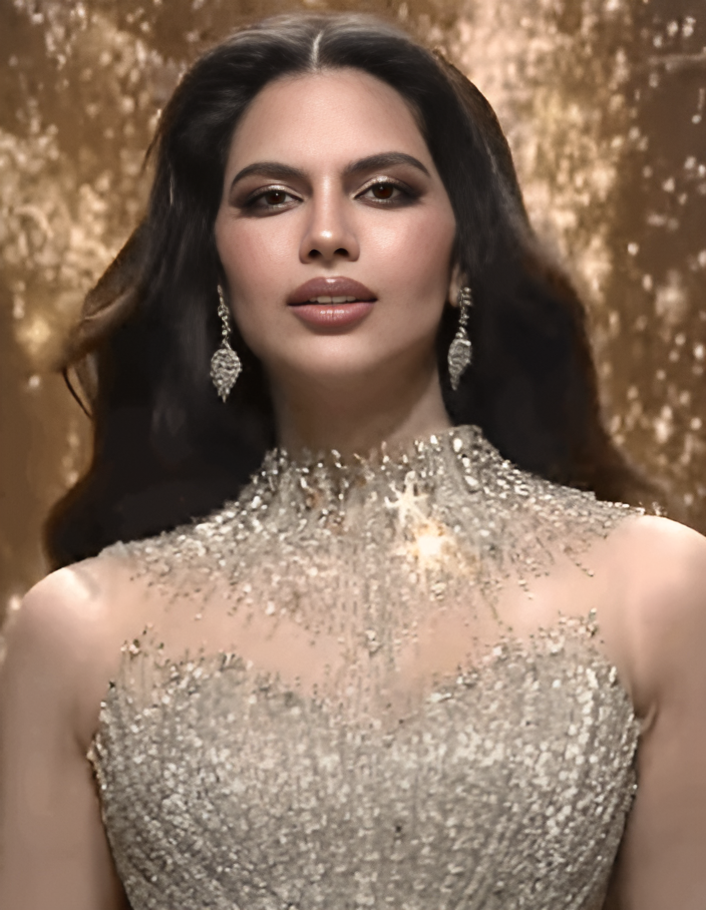
Міс Ґранд Інтернешнл 2024 Рейчел Гупта Індія
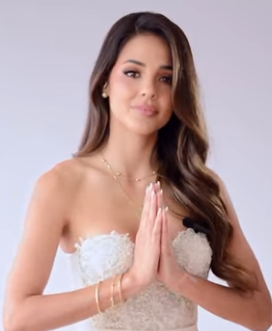
Міс Ґранд Інтернешнл 2023 Лучіана Фустер Перу
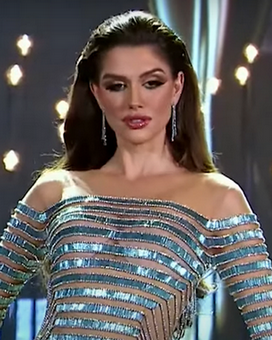
Міс Ґранд Інтернешнл 2022 Ізабелла Менін
 Бразилія
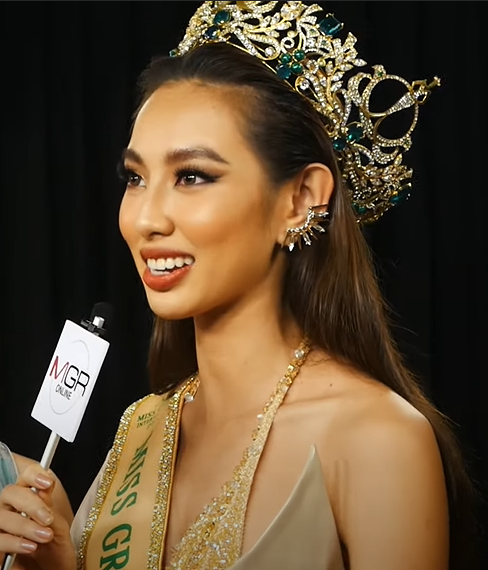
Міс Ґранд Інтернешнл 2021 Нгуєн Тук Туй Тьєн В'єтнам
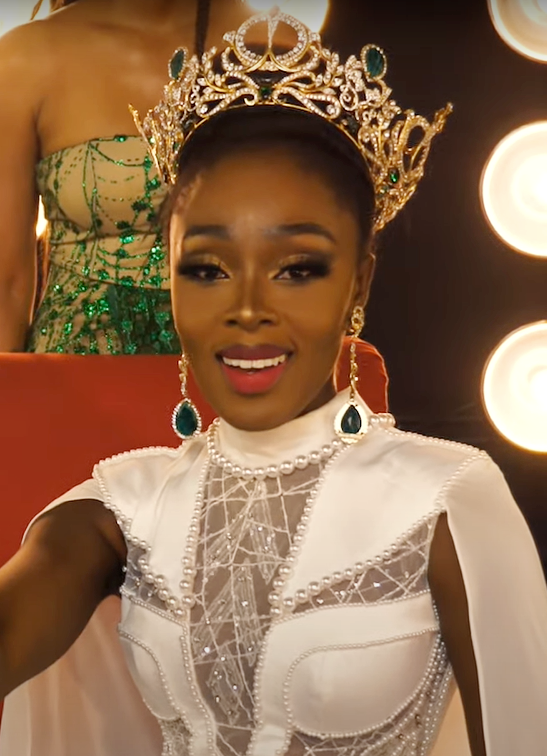
Міс Ґранд Інтернешнл 2020 Абена Аппія
 США
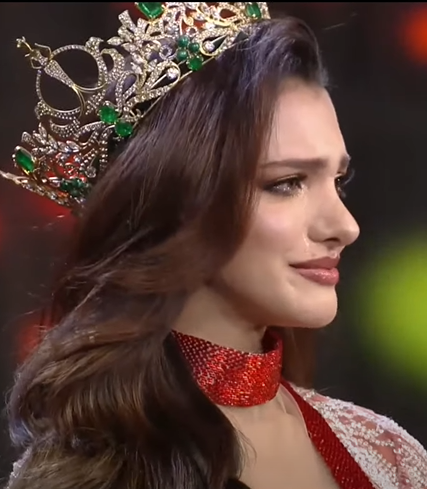
Міс Ґранд Інтернешнл 2019 Валентина Фіґера Венесуела
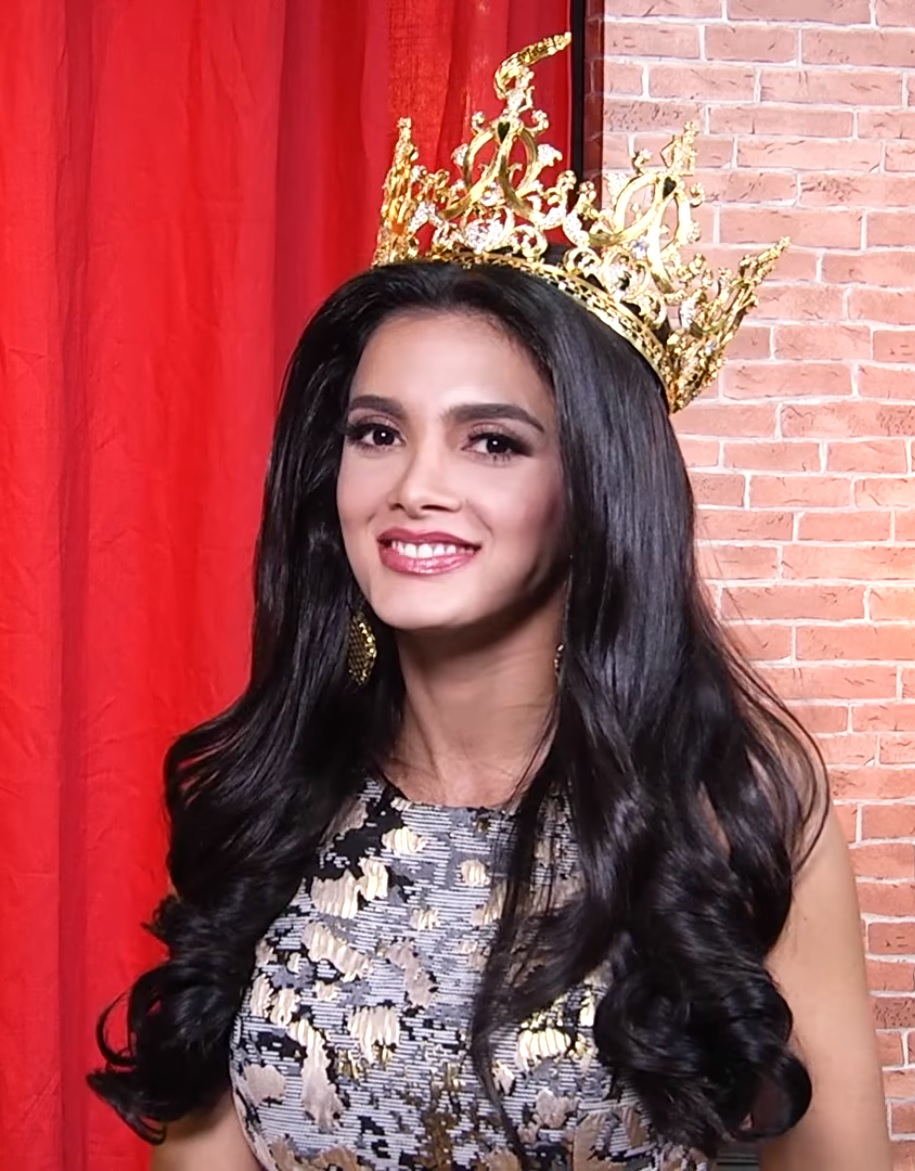
Міс Ґранд Інтернешнл 2018 Клара Соса
 Парагвай
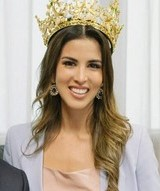
Міс Ґранд Інтернешнл 2017 Марія Хосе Лора
 Перу
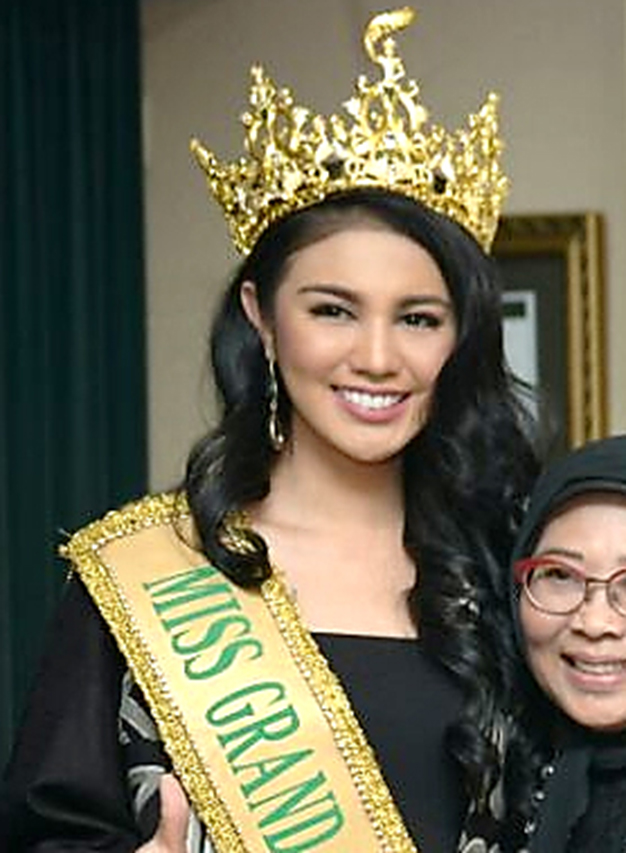
Міс Ґранд Інтернешнл 2016 Аріска Путрі Пертіві
 Індонезія
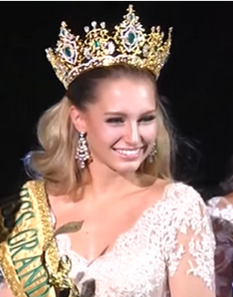
Міс Ґранд Інтернешнл 2015 Клер Паркер
 Австралія
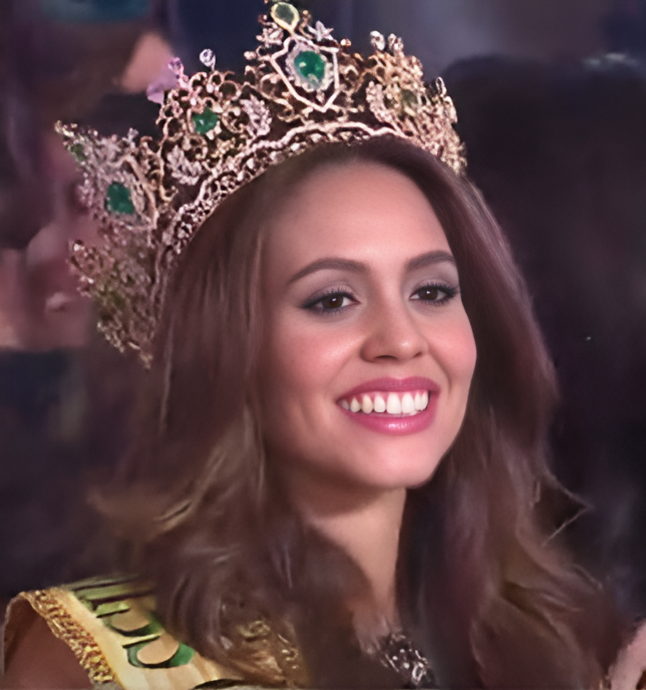
Міс Ґранд Інтернешнл 2014 Ліс Ґарсія
 Куба
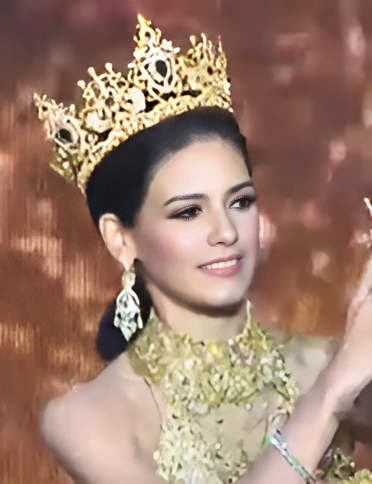
Міс Ґранд Інтернешнл 2013 Джейнлі Чапаро
 Пуерто-Рико

## Кількість перемог за країною
| Країна                   | Кількість перемог | Роки перемог |
| ------------------------ | ----------------- | ------------ |
| Перу                     | 2                 | 2017, 2023   |
| Індія                    | 1                 | 2024         |
| Бразилія                 | 1                 | 2022         |
| В'єтнам                  | 1                 | 2021         |
| США                      | 1                 | 2020         |
| Венесуела                | 1                 | 2019         |
| Парагвай                 | 1                 | 2018         |
| Індонезія                | 1                 | 2016         |
| Австралія                | 1                 | 2015         |
| Домініканська Республіка | 1                 | 2015         |
| Куба                     | 1                 | 2014         |
| Пуерто-Рико              | 1                 | 2013         |

## Представники України
Color Key
- Переможець
- Фіналіст
- Напівфіналіст

| Рік  | Національний титул                       | Міс Ґранд Україна   | Область           | Розміщення   | Спеціальні нагороди               |
| ---- | ---------------------------------------- | ------------------- | ----------------- | ------------ | --------------------------------- |
| 2013 | —                                        | Людмила Кузьміна    |                   |              |                                   |
| 2014 | —                                        | Надія Карпалик      | Волинська         | Top 20       | - Top 25 — Найкращий у купальнику |
| 2015 | —                                        | Анастасия Ленна     | Київ              | Top 20       |                                   |
| 2016 | Королева Украини — Ґранд Інтернешнл 2016 | Марина Кушнір       | Донецька          | Не змагалися | Не змагалися                      |
| 2016 | Королева Украины 2016                    | Вероніка Михайлишин | Івано-Франківська | Top 10       |                                   |
| 2017 | Королева Украины 2017                    | Снежана Танчук      | Львівська         | Top 10       |                                   |
| 2018 | Королева Украины 2018                    | Яна Лауринайчуте    | Київ              |              |                                   |
| 2019 | Королева Украины 2019                    | Вікторія Миронова   | Одеська           |              |                                   |
| 2020 |                                          |                     |                   |              |                                   |